# Sylvia Sleigh
Sylvia Sleigh (* 8. Mai 1916 in Llandudno, Wales; † 24. Oktober 2010 in New York City) war eine aus Wales stammende britisch-US-amerikanische Künstlerin. Ihr Werk ist der feministischen Kunst zuzuordnen.

## Leben
Sleigh wurde in Llandudno in Wales geboren und wuchs in Hove an der Südküste Englands auf. Sie besuchte die Brighton School of Art in Sussex (heute ein Teil der University of Brighton), brach ihre Ausbildung in Malerei allerdings zeitweise auf Bitten des Vaters ab, um Krankenpflege zu lernen. Nachdem sie ihren ersten Ehemann, den englischen Künstler Michael Greenwood geheiratet hat, zog sie 1941 nach London. Dort studierte sie Kunstgeschichte an der Universität London und hatte 1953 ihre erste Einzelausstellung. In London lernte sie auch ihren zweiten Ehemann, den Kunstkritiker Lawrence Alloway (1926–1990) kennen, der zu dieser Zeit ihr Kommilitone war. 1954 heirateten die beiden und zogen 1961 nach New York City, wo Alloway als Kurator am Solomon R. Guggenheim Museum tätig war.
In New York kam Sleigh mit der feministischen Kunstbewegung in Kontakt, in der sie sich seitdem zeitlebens engagierte. Sie war Mitbegründerin der A.I.R. Gallery, eine rein von Frauen organisierte und geführte Galerie in New York sowie von SOHO20, eine ebenso auf die Kunst von Frauen spezialisierte Galerie in Manhattan.
Sleigh lehrte 1978 an der State University of New York in Stony Brook und von 1974 bis 1977 sowie von 1978 bis 1980 an der New School for Social Research.
Im Februar 2008 wurde sie von Lynn Hershman Leeson interviewt, die einen Teil des Interviews in ihren Dokumentarfilm !Women Art Revolution (2010) aufnahm.
Sleigh sammelte Werke von Frauen, dazu gehörten Gemälde, Skulpturen und Grafiken von Cecile Abish, Dotty Attie, Helène Aylon, Blythe Bohnen, Louise Bourgeois, Ann Chernow, Rosalyn Drexler, Martha Edelheit, Audrey Flack, Shirley Gorelick, Nancy Grossman, Pegeen Guggenheim, Nancy Holt, Lila Katzen, Irene Krugman, Diana Kurz, Marion Lerner-Levine, Vernita Nemec, Betty Parsons, Ce Roser, Susan Sills, Michelle Stuart, Selina Trieff, Audrey Ushenko, Sharon Wybrants und vielen anderen. 2011 wurde die Sylvia Sleigh Collection der Rowan University Art Gallery geschenkt.
Sleigh starb im Oktober 2010 an den Folgen eines Schlaganfalls.
Die Werke von Sleigh sind in zahlreichen Museen und Sammlungen vertreten, darunter in der National Portrait Gallery, im Art Institute of Chicago, im Akron Art Museum, im Everson Museum of Art, im Hudson River Museum, im Mills College, im Milwaukee Art Museum, im National Museum of Women in the Arts, im Portland Art Museum, im Virginia Museum of Fine Arts und im Housatonic Museum of Art.

## Werk

### Porträts der New Yorker Kunstszene
Das künstlerische Werk von Sylvia Sleigh umfasst Porträts, Landschaftsbilder und Stillleben. In ihren Ölgemälden, die dem Realismus zuzuordnen sind, wird ein feministischer Ansatz deutlich. Sleigh setzt sich in ihren Bildern mit den Konventionen der Porträtmalerei auseinander und porträtierte sowohl bekleidete als auch unbekleidete Männer und Frauen, entweder in Gruppen oder einzeln stehend. Dabei ging es ihr stets darum, die Individualität der Figuren einzufangen, weshalb sie die Personen in der Regel in Ganzkörperdarstellung mit ausgeprägten Gesichtszügen und nur selten als Kopfstück darstellte. Als Modelle dienten ihr Schriftsteller, Schauspieler, Musiker und Künstler, sodass ihre Werke ein dynamisches Abbild der Kunstszene der 1960er und 1970er Jahre in New York darbieten.
In den 1970er Jahren wurde Sleigh vor allem wegen ihrer Porträts von Freunden und Bekannten aus SoHo und East Side bekannt. Dazu zählt ein Gruppenporträt der A.I.R. Gallery (1977), das die aktuellen Mitglieder der von Künstlerinnen geführten Frauengalerie porträtiert, inklusive Sleigh selbst. Zu den abgebildeten Frauen zählen Nancy Spero, Howardena Pindell, Agnes Denes, Sari Dienes, Blythe Bohnen, Dottie Attie, Mary Beth Edelson, Daria Dorosh, Mary Grigoriadis, Loreta Dunkelman, Patsy Norvel, Anne Fealy, Laurace James, Rachel Bas Cohain, Louis Kramern, Pat Lasch, Maude Boltz, Clover Vail und Donna Byers.
Zwischen 1976 und 2007 malte Sleigh eine Reihe von Porträts, die Künstlerinnen und Schriftstellerinnen zeigen, darunter Helène Aylon, Catharine R. Stimpson, Howardena Pindell, Selina Trieff und Vernita Nemec.
In ihrem großformatigen Gemälde Invitation to a Voyage: The Hudson River at Fishkill, an dem sie von 1979 bis 1999 arbeitete und das sie 2006 an das Hudson River Museum in New York schenkte, findet sich ein modernes Pastorale, das von Freunden aus der Stadt bewohnt wird, die einen Sommertag am Wasser genießen. Das Bild stellt eine Anspielung auf die Bilder des französischen Rokokomaler Jean-Antoine Watteau dar. Es zeigt den Ufer des Hudson River mit Persönlichkeiten der New Yorker Kunstwelt.

### Porträts von Männern
Sleigh fertigte eine Vielzahl an Bildern, die sich kritisch mit der westlichen Kunst auseinandersetzen. Dabei stellt sie Anspielungen auf bekannte Gemälde von Meistern wie Giorgione, Tizian, Édouard Manet, Jean-Auguste-Dominique Ingres oder Diego Velázquez her, indem sie die Darstellung von unbekleideten Frauen umkehrte und sie durch nackte Männerfiguren ersetzt. Die stereotype Umkehrung der Rollen versteht sie als Beitrag zur Hinterfragung von traditionellen Darstellungen von Frauen und Männern und dem Fehlen von erotischen Männerporträts in der Kunstgeschichte. Zugleich unterwandert sie den männlichen Blick und stellt Männer in weiblich konnotierten Posen dar. Als häufiges Modell diente ihr in den 1970er Jahren Paul Rosano, den sie an der School of Visual Arts kennenlernte, wo er als Rockmusiker in einer Kunstklasse modelte. Sleigh porträtierte Rosano in zahlreichen idealisierten Posen in alltäglichen zeitgenössischen Szenen.
Die offensiven Bilder von Sleigh provozierten die Betrachter der 1970er Jahre. 1975 leitete ein Richter des Obersten Gerichtshofes des Staates New York eine Kampagne zur Entfernung einiger Kunstwerke aus dem Bronx Museum of the Arts ein; das Museum präsentierte zu dieser Zeit eine Übersicht über zeitgenössische Kunst von Frauen mit dem Titel The Year of the Woman. Der Richter nahm Anstoß an einigen Werken, darunter ein Männerporträt von Sleigh, das den nackten Rosano mit detaillierter Körperbehaarung, entblößtem Penis und hellem Gesäß zeigte.
Zu den bekanntesten Bildern von Sleigh zählt The Turkish Bath von 1976, das sich im David and Alfred Smart Museum of Art der University of Chicago befindet. Es spielt auf das Gemälde Das türkische Bad von Jean-Auguste-Dominique Ingres aus dem Jahr 1862 an, das über 20 nackte Frauen in einem Harem zeigt. In Sleighs Bild sind anstelle der Frauenakte sechs nackte Männer abgebildet, die – anders als bei Ingres – identifizierbar sind. Es zeigt Sleighs Mann Alloway, den Künstler Scott Burton, die Kunstkritiker John Perreault und Carter Ratcliff sowie Rosano in zweifacher Ausführung: einmal beim Gitarre spielen und einmal an der Wand lehnend. Sleigh stellt in diesem Bild keine Männer aus ihrer Fantasie dar, so wie es Ingres bei seinen Frauen tat, sondern porträtierte Personen, die sie als intellektuell wertschätzte. Anders als die passiven Frauen stellen die Figuren bei Sleigh außerdem direkten Blickkontakt zu den Betrachtern her.

## Ausstellungen

### Einzelausstellungen (Auswahl)
- 2013: Sylvia Sleigh, Tate Liverpool[8]
- 2013: Sylvia Sleigh, CAPC Museum für zeitgenössische Kunst von Bordeaux, Bordeaux[9]
- 2012: Sylvia Sleigh, Kunst Halle Sankt Gallen, St. Gallen[3]
- 2012: Sylvia Sleigh, Kunstnernes Hus, Oslo[10]
- 2011: Sylvia Sleigh: Invitation to a Voyage: The Hudson River at Fishkill, 1979-99, Hudson River Museum, New York
- 2005: Sylvia Sleigh: Portraits and Group Portraits, Newhouse Center for Contemporary Art, New York
- 1953: Sylvia Sleigh, Kensington Art Gallery, London

### Gruppenausstellungen (Auswahl)
- 2022: Postwar Modern. New Art in Britian 1945-1965, Barbican Art Gallery, London
- 2021: With Pleasure: Pattern and Decoration in American Art 1972–1985, Hessel Museum of Art, New York
- 2021: Taking Space: Contemporary Women Artists And The Politics of Scale, Pennsylvania Academy of the Fine Arts, Philadelphia
- 2019: Women Defining Themselves. The Original Artist of SOHO 20, Rowan University Art Gallery, New Jersey
- 2016: The Female Gaze, Part Two: Women Look at Men, Cheim & Read, New York
- 2013/2014: The Weak Sex – How Art Pictures the New Male, Kunstmuseum Bern, Bern
- 2013: The Naked Man, Ludwig Museum of Contemporary Art, Budapest

## Auszeichnungen (Auswahl)
- 2011: Women’s Caucus for Art Lifetime Achievement Award
- 2008: Distinguished Artist Award for Lifetime Achievement, College Art Association
- 1985: Pollock-Krasner Foundation Grant
- 1982: National Endowment for the Arts